# 10 (álbum de Hombres G)
10 es el noveno álbum de estudio de la banda de rock Hombres G, publicado el 18 de septiembre de 2007. Está formado por 11 canciones y lanzada por primera vez en iTunes.

## Antecedentes
El disco ha tenido un proceso de composición, grabación, remezcla y edición de 1 año y medio, terminando el 30 de julio.
El disco fue grabado en tres meses, bajo la producción de Carlos Jean. El primer sencillo, "Me siento bien", fue estrenado el 21 de julio de 2007 en Los 40 Principales.
Tras la publicación del álbum, Hombres G inició una gira por España para su presentación.
En España se llegaron a vender casi 40 000 copias de este disco.
Los otros tres sencillos son: Nunca Más, Hombre Real y Loco de amor.
Según el grupo, «ha salido muy bien, con canciones impresionantes, aportando nuestras experiencias vitales y un sonido más maduro, gracias a nuestra dedicación y a la inestimable ayuda de Carlos Jean» declaró David Summers.[cita requerida]
Por este disco, además, fueron nominados en los Grammys Latinos en la categoría "Mejor Álbum Vocal Pop/Dúo o Grupo"

## Listado de canciones
1. No puedo apartar mis manos de ti (3:24)
2. Hombre real (4:10)
3. Nunca más (5:12)
4. Me siento bien (3:36)
5. Loco de amor (3:19)
6. Sólo quiero conocerte (3:02)
7. Sobre tu respiración (3:56)
8. Difícil de entender (3:22)
9. Mi vida sin ti (3:58)
10. Todo el mundo es feliz (4:58)
11. Multiplicados por 9 (2:11)
12. Nada que perder (3:03)